# Nikola Fraňková
Nikola Fraňková (* 7. Februar 1988 in Brünn, Tschechoslowakei) ist eine ehemalige tschechische Tennisspielerin.

## Karriere
Fraňková, die im Alter von sieben Jahren mit dem Tennissport begann, spielte am liebsten auf Rasen und Hartplätzen. Als Juniorin gewann sie 2005 an der Seite von Alissa Kleibanowa den Doppeltitel bei den US Open, zuvor erreichte sie im selben Jahr das Finale der Australian Open an der Seite von Ágnes Szávay. Im Hauptfeld eines WTA-Turniers spielte sie erstmals bei den ECM Prague Open 2006 im Einzel, wofür sie von der Turnierorganisation eine Wildcard erhielt. Ihre größten Erfolge hatte sie auf dem ITF-Circuit, wo sie 18 Doppeltitel feiern konnte.
In der 2. Tennis-Bundesliga spielte sie 2004 für den Offenbacher TC und 2005 für den TC Weiß-Blau Würzburg.

## Turniersiege

### Einzel
| Nr. | Datum              | Turnier | Kategorie   | Belag     | Finalgegnerin        | Ergebnis |
| --- | ------------------ | ------- | ----------- | --------- | -------------------- | -------- |
| 1.  | 12. September 2011 | Antalya | ITF $10.000 | Hartplatz | Francesca Stephenson | 6:4, 6:3 |

### Doppel
| Nr. | Datum              | Turnier                 | Kategorie   | Belag             | Partnerin                | Finalgegnerinnen                     | Ergebnis          |
| --- | ------------------ | ----------------------- | ----------- | ----------------- | ------------------------ | ------------------------------------ | ----------------- |
| 1.  | 28. Mai 2006       | Campobasso              | ITF $25.000 | Sand              | Alisa Kleybanova         | Jelena Tschalowa Renata Voráčová     | ohne Spiel        |
| 2.  | 12. Juni 2006      | Lenzerheide             | ITF $10.000 | Sand              | Lucie Kriegsmannová      | Carmen Klaschka Justine Ozga         | 6:2, 6:4          |
| 3.  | 7. November 2006   | Opole                   | ITF $25.000 | Teppich           | Andrea Hlaváčková        | Olga Brózda Natalia Kołat            | 7:5, 6:0          |
| 4.  | 14. November 2006  | Přerov                  | ITF $25.000 | Hartplatz (Halle) | Andrea Hlaváčková        | Eva Hrdinová Stanislava Hrozenská    | 6:2, 6:75, 6:3    |
| 5.  | 14. Dezember 2006  | Valašské Meziříčí       | ITF $25.000 | Hartplatz         | Andrea Hlaváčková        | Olga Brózda Natalia Kołat            | 6:1, 6:2          |
| 6.  | 26. Februar 2007   | Buchen                  | ITF $10.000 | Teppich (Halle)   | Magdalena Kiszczyńska    | Eva-Maria Hoch Lisa Sabino           | ohne Spiel        |
| 7.  | 17. März 2008      | St. Petersburg          | ITF $25.000 | Hartplatz (Halle) | Anastasia Pavlyuchenkova | Nina Bratchikova Wassilissa Dawydowa | 6:2, 6:2          |
| 8.  | 24. März 2008      | Moskau                  | ITF $25.000 | Hartplatz         | Anastasia Pavlyuchenkova | Marina Shamayko Sofia Shapatava      | 6:3, 6:2          |
| 9.  | 13. November 2010  | Antalya                 | ITF $10.000 | Hartplatz         | Marta Sirotkina          | Daria Salnikova Nicola Slater        | 3:6, 7:5, [10:5]  |
| 10. | 24. Januar 2011    | Kaarst                  | ITF $10.000 | Teppich (Halle)   | Tereza Hladíková         | Paula Kania Marina Melnikova         | 3:6, 7:61, [10:8] |
| 11. | 24. September 2011 | Adana                   | ITF $10.000 | Hartplatz         | Hsu Chieh-yu             | Hülya Esen Lütfiye Esen              | 7:64, 6:4         |
| 12. | 10. Oktober 2011   | Astana                  | ITF $10.000 | Hartplatz         | Polina Rodionowa         | Diana Isaeva Elizaveta Nemchinov     | 6:2, 5:7, 6:2     |
| 13. | 28. Mai 2012       | Přerov                  | ITF $15.000 | Sand              | Tereza Hladíková         | Simona Dobrá Lucie Kriegsmannová     | 4:6, 7:67, [10:8] |
| 14. | 11. März 2013      | Orlando                 | ITF $10.000 | Sand              | Nathalia Rossi           | Tetyana Arefyeva Kateřina Kramperová | 7:5, 2:6, [10:8]  |
| 15. | 22. Juli 2013      | Les Contamines-Montjoie | ITF $25.000 | Hartplatz         | Nicole Clerico           | Amandine Hesse Vanesa Furlanetto     | 3:6, 7:65, [10:8] |
| 16. | 11. November 2013  | Sowade                  | ITF $25.000 | Teppich (Halle)   | Tereza Smitková          | Justyna Jegiołka Diāna Marcinkēviča  | 6:1, 2:6, [10:8]  |
| 17. | 8. März 2014       | Gainesville             | ITF $10.000 | Sand              | Kateřina Kramperová      | Roxanne Ellison Sierra Ellison       | 6:4, 6:3          |
| 18. | 1. Dezember 2014   | Scharm asch-Schaich     | ITF $10.000 | Hartplatz         | Claudia Giovine          | Anna Morgina Anastassija Pribylowa   | 7:61, 4:6, [10:6] |